# Domaine d'Ise-Kameyama

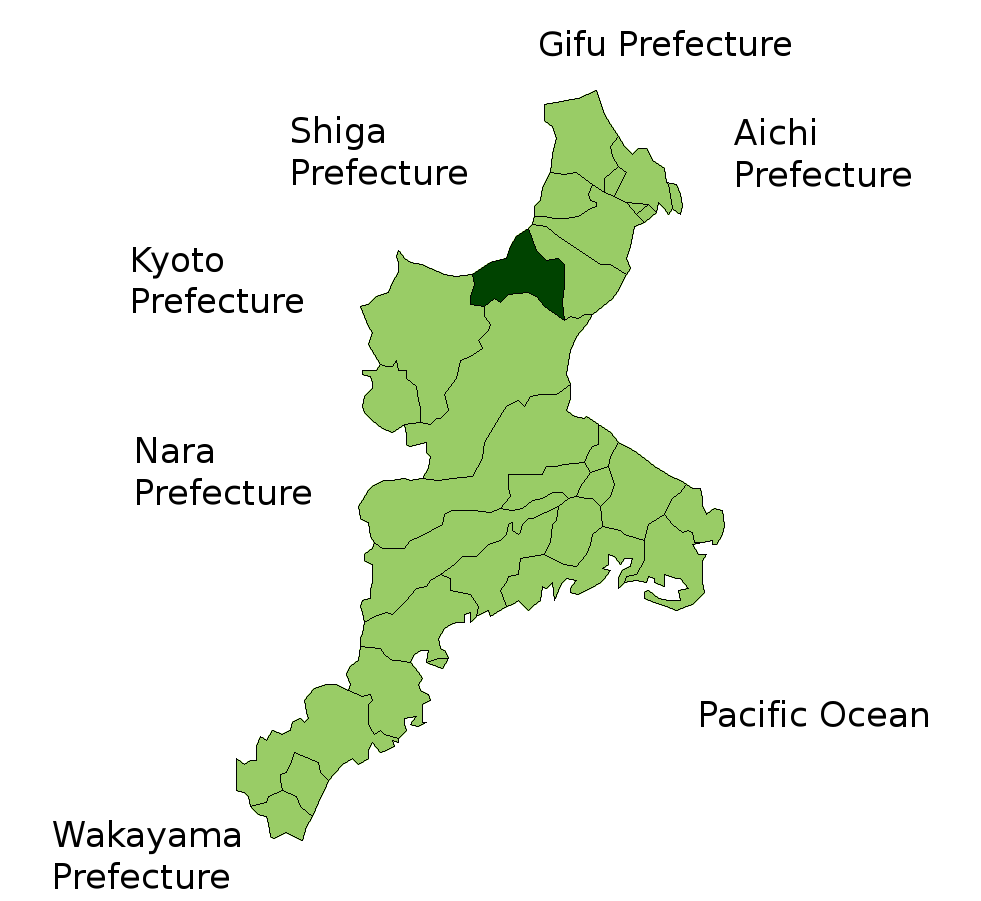
Situation de Kameyama dans la préfecture de Mie.

Le domaine d'Ise-Kameyama (伊勢亀山藩, Ise-Kameyama-han) est un domaine féodal japonais de l'époque d'Edo. Situé dans la province d'Ise, son quartier général se trouve au château de Kameyama, dans l'actuelle ville de Kameyama, préfecture de Mie.

## Source de la traduction
- (en) Cet article est partiellement ou en totalité issu de l’article de Wikipédia en anglais intitulé « Ise-Kameyama Domain » (voir la liste des auteurs).